# Thrillville: Off the Rails
Thrillville: Off the rails är ett partyspel och en uppföljare på spelet Thrillville som är utvecklat av Frontier och utgivet av Lucasarts. Meningen i spelet är att bygga sitt eget nöjesfält och tjäna pengar. Efter att man spelat tillräckligt i en park blir flera parker tillgängliga. På samma gång ska man hålla konkurrenten Globo-joys sabotage borta.

## Story
Spelaren får i uppdrag att sköta om farbror Mortimers nöjespark. Man får själv bestämma vad man vill bygga, men det måste finnas tillräckligt med energi, pengar och utrymme. Man ska också se till att gästerna är nöjda.
När man kommer till andra parker än Thrillville Stunts så kommer det olika sabotageförsök av konkurrenten Globo-joy. I Thrillville Otherworlds har det placerats in "hackerrobotar", alltså robotar som kan åka på de olika attraktionerna gratis. Det finns dock en, TAL8850, som är god och förekommer i andra parker.
I Thrillville Giant är föremålen i parken väldigt stora, och Casaville är farbror Mortimers ungdomshus. Där försöker Globo-joy sabotera genom att hypnotisera gästerna. I Thrillville Explorer har Globo-joy sönder attraktionerna, och där finns därför ett så simpelt uppdrag som att sparka mekanikerna och anställa nya. I den sista parken, Thrillville Holiday, baserar sig nästan alla uppdrag på att en gång för alla jaga bort Globo-joys spion.

## Spel
I Thrillville: Off the rails finns 50 olika spel, några av spelen är Event Horizon och uppföljare i det nya spelet, Auto Sprint och uppföljare, Shootzones (olika firstpersonshooter-spel), Sideshows (olika minispel med priser), Stunt Rider, Trampolines, Groundskeeper, Mechanic, Entertainer, simulationer av de olika berg- och dalbanorna, Saucer Sumo, Saucer Soccer, Sparkle Quest, Sparkle Island, Sparkle Island 2, Luftwaffe 2, Tank Frenzy och Robo. K.O.